# Gyúró
Gyúró é um município da Hungria, situado no condado de Fejér. Tem 24,37 km² de área e sua população em 2015 foi estimada em 1.244 habitantes.